# بطل من ورق (فلم)
بطل من ورق فيلم مصري من إنتاج عام 1988، بطولة آثار الحكيم وممدوح عبد العليم وأحمد بدير وصلاح قابيل، تأليف إبراهيم الجرواني وإخراج نادر جلال ومن إنتاج الشركة العالمية للتلفزيون والسينما (حسين القلا).

## قصة الفيلم
تدور أحداث الفيلم في إطار كوميدي حول شخصية السيناريست رامي قشوع (ممدوح عبد العليم) الساذج الذي يبدو ذلك على لهجته القروية ومن ثم يقوم بكتابة سيناريو فيلم جريمة متكاملة من قتل وتفجير مقابل طلب مبلغ من المال من قبل الحكومة ولكن لسوء الحظ يقع سيناريو الفيلم بأيدي كاتب آلة كاتبة يدعي سمير (أحمد بدير) المضطرب نفسياً والذي تعجبه فكرة الفيلم ويحاول تطبيقها في الواقع للاستيلاء على المبلغ كما قرأ في القصة ومن ثم يقوم مجدي بتنفيذ وقائع السيناريو ولكن بالحقيقة مما يتبعه الكثير من المطاردات الكوميدية. ويكتشف الكاتب رامي قشوع أن ما يحدث من تفجيرات وأحداث عنف إنما هو تماما كما في القصة التي ألفها فيحاول الاستخبار من ناشر الخبر وهي الصحفية سوسن (آثار الحكيم) والتي لا تصدقه في البداية حتى تتتابع الأحداث كما حذرها بما في الرواية فيحاولان إبلاغ الشرطة ممثلة في اللواء (صلاح قابيل) والذي يظنهما في البداية مجانين ثم يتبين له صدق كلامهما فيظن أنهما من يدبران هذه الأحداث ويقبض عليهما لاستجوابهما، ثم يظهر أن مرتكب الجريمة شخص غيرهما وأن كلام المؤلف رامي صادق وتتم عمليات البحث الكوميدية عن مرتكب التفجيرات غير أن سمير يكتشف أن السناريو غير كامل وأنه بلا نهاية فيطلب من المؤلف أن يكمل له القصة وإلا استمر في تخريبه. فيعمل المؤلف مع الشرطة لتأليف نهاية توقع الكاتب في أيدي الحكومة في نهاية المطاف.

## بطولة
| - آثار الحكيم - ممدوح عبد العليم - أحمد بدير - صلاح قابيل - أمل إبراهيم - عثمان عبد المنعم | - ثريا عز الدين - يوسف العسال - يوسف داود - محسن الصفتي - حمدي يوسف - عبد الله مشرف | - نادية شمس الدين - شكري منصور - مطاوع عويس - محمد مندور - بندق حسن |

## فريق العمل
- إخراج: نادر جلال
- تأليف: إبراهيم الجرواني
- إنتاج: الشركة العالمية للتلفزيون والسينما (حسين القلا)
- توزيع: الشركة العالمية للتلفزيون والسينما (حسين القلا)
- مونتاج: علوي فايد
- موسيقى تصويرية: حسن أبو السعود
- مدير التصوير: سعيد شيمي

## وصلات خارجية
- بطل من ورق على موقع IMDb (الإنجليزية)
- بطل من ورق على موقع الدهليز
- بطل من ورق على موقع قاعدة بيانات الأفلام العربية
- بطل من ورق على موقع قاعدة بيانات الفيلم (الإنجليزية)
- بطل من ورق على موقع ليتربوكسد (الإنجليزية)
- صفحة الفيلم على موقع السينما